# Parki narodowe w Islandii
Parki narodowe w Islandii – obszary prawnie chronione na terenie Islandii, wyróżniające się szczególnymi wartościami krajobrazowymi, przyrodniczymi lub o szczególnym znaczeniu historycznym.
W Islandii znajdują się trzy parki narodowe (stan na rok 2019). Park Narodowy Vatnajökull o powierzchni 12 tys. km² jest największym parkiem narodowym w Europie.

## Parki narodowe
Poniższa tabela przedstawia islandzkie parki narodowe:
Nazwa parku narodowego – polska nazwa wraz z nazwą w języku islandzkim;
 Rok utworzenia – rok utworzenia parku;
Powierzchnia – powierzchnia parku w km²;
Położenie – region;
Uwagi – informacje na temat statusu rezerwatu biosfery UNESCO, posiadanych certyfikatów, przyznanych nagród i wyróżnień międzynarodowych itp.
     † dawne parki narodowe
| Lp. | Zdjęcie | Nazwa parku narodowego                                    | Rok utworzenia | Powierzchnia (km²) | Położenie                              | Uwagi                                                                   |
| --- | ------- | --------------------------------------------------------- | -------------- | ------------------ | -------------------------------------- | ----------------------------------------------------------------------- |
| 1.  |         | Park Narodowy Þingvellir Þjóðgarðurinn Þingvellir         | 1928           | 237                | Höfuðborgarsvæðið                      | W 2004 roku park został wpisany na listę światowego dziedzictwa UNESCO. |
| 2.  |         | Park Narodowy Snæfellsjökull Þjóðgarðurinn Snæfellsjökull | 2001           | 170                | Vesturland                             |                                                                         |
| 3.  |         | Park Narodowy Vatnajökull Vatnajökulsþjóðgarður           | 2008           | 12000              | Suðurland Austurland Norðurland eystra | W 2019 roku park został wpisany na listę światowego dziedzictwa UNESCO. |
| 4.  |         | Park Narodowy Jökulsárgljúfur                             | 1973–2008      | 150                | Norðurland eystra                      | Od 2008 rok część Parku Narodowego Vatnajökull.                         |
| 5.  |         | Park Narodowy Skaftafell                                  | 1967–2008      | 4807               | Austurland                             | Od 2008 rok część Parku Narodowego Vatnajökull.                         |